# Jacques Loussier
Jacques Loussier, (Angers (Vall del Loira), 26 d'octubre, 1934 - Blois (Centre-Vall del Loira), 5 de març, 2019), fou un pianista i compositor francès especialment conegut per les seves adaptacions al jazz de l'obra de Johann Sebastian Bach amb el Play Bach Trio.

## Biografia
Família

Jacques Loussier va néixer en una família modesta. El 1959 es va casar amb l'estilista Sylvie de Tournemire amb qui va tenir cinc fills: Hélène (nascuda el 1960), Thomas (1962), Jean-Baptiste (1963), Julien (1965) i Pierre (1969). El 1998, divorciat, es va tornar a casar amb la productora Elizabeth Note.

## Formació
Als setze anys, va ingressar al Conservatori de París a la classe del pianista Yves Nat. Va ser al conservatori on va conèixer Jean-Pierre Eustache, un flautista amb qui es va fer amic. Un dia, aquest últim necessita un pianista substitut a la braseria de Caen on toca cada vespre. Va enviar un telegrama a Loussier: era l'inici de la seva carrera com a “músic de jazz”.
Per obrir-se a altres estils de música, va passar dos anys a Cuba. A França, acompanyà cantants com Catherine Sauvage, Léo Ferré, Charles Aznavour o Frank Alamo.

## The Play Bach Trio
El 1959, Jacques Loussier va crear el "Play Bach Trio" amb Christian Garros a la bateria i Pierre Michelot al contrabaix. El principi: fer balancejar el repertori de Bach. Gràcies a la qualitat dels arranjaments de Loussier, el concepte va atreure els oients i l'èxit va ser durador: 7 milions de discos venuts, i diversos discos d'or a França i a l'estranger. Durant les dècades de 1960 i 1970, va donar més de 3.000 concerts a més de 80 països, i Glenn Gould va declarar que trobava el disc Play Bach "una bona manera de reviure el compositor alemany"8.

## Carrera en solitari
Músic eclèctic i prolífic, Jacques Loussier va compondre més d'un centenar de partitures de pel·lícules (sobretot per als directors Yves Ciampi, Jean-Pierre Melville, Jean Delannoy, Michel Audiard i Alain Jessua), crèdits per a sèries de televisió (com els famosos Thierry la Fronde i Vidocq), o gràfics d'antena, com el del nou 3r canal. El 1982, l'agència de publicitat RSCG va utilitzar una peça del seu àlbum Pulsion com a música publicitària per a l'anunci dEdF (Électricité de France) Des Hommes au service des Hommes.

## L'estudi Miraval
Article detallat: Estudi Miraval a la Viquipèdia francesa.
L'any 1977, Jacques Loussier va comprar el Château de Miraval, una gran bastida de la Provença situada a Correns al Var (França) i envoltada d'una finca de 600 hectàrees que inclou una finca vinícola de 30 hectàrees a la vinya de la Provença. Allà, amb Patrice Quef, que era el seu enginyer de so, va fundar l'estudi Miraval, un estudi de gravació de nivell internacional on Pink Floyd va gravar bona part del disc The Wall, The Cure i el disc Kiss Me, Kiss Me, Kiss Jo, àlbum d'AC/DC Blow Up Your Video. També vindran altres artistes i grups com Sade, Courtney Love, The Cranberries, Telephone, UB40, Level 42, Indochine, Sting, Chris Rea, Judas Priest...
L'any 1980, va dispersar el Play Bach Trio i es va retirar a Château Miraval on es va dedicar a la investigació musical, component sobretot les Suites per a piano i sintetitzadors amb Luc Heller a la percussió, així com els àlbums Pulsion, Pulsion Sous la mer i Pagan Moon.
El 1998, en plena crisi discogràfica, Jacques Loussier va vendre el castell a l'empresari nord-americà Tom Bove, que el va vendre el 2011 als actors Brad Pitt i Angelina Jolie.

## Reforma del Play Bach Trio i noves aventures
L'any 1985, amb motiu del tricentenari del naixement de Bach, Jacques Loussier va ser sol·licitat a tot el món i va reformar el Play Bach Trio amb André Arpino a la percussió i Vincent Charbonnier al contrabaix.
L'any 1987 va compondre la missa de Lumières, per a contratenor, soprano, cor, percussió i orquestra en el marc del festival Paray-le-Monial i amb ganes d'experiències, de seguida va compondre un concert per a trompeta, un concert per a violí i percussió i el Tableaux Vénitiens, una peça per a cordes.
El 1989, va escriure per a Serge Golovine i Claude Bessy la música del ballet Trois couleurs  creat al Grand Palais per l'Escola de l'Òpera de París amb motiu del Bicentenari de la Revolució.
A la dècada de 1990, després de l'èxit de la seva adaptació de les Quatre estacions de Vivaldi, es va interessar per la música francesa des de principis del segle xx, entre les quals destaquen les Gymnopédies d'Erik Satie, el Boléro de Maurice Ravel i l'any 2000, l'obra de Claude Debussy.
Des de 1998 el contrabaix del trio el toca Benoît Dunoyer de Segonzac en substitució de Charbonnier, la mà esquerra del qual va ser afectada per un ictus.
L'any 2001 Loussier va tornar a Bach i va gravar amb el seu trio The Goldberg Variations, així com un CD, Baroque Favorites, compost per grans temes de Domenico Scarlatti, Händel, Albinoni, Alessandro Marcello i Marin Marais. Després va continuar la seva exploració de les obres dels clàssics adaptant Beethoven, Chopin i Mozart.
L'abril de 2002, va demandar el raper Eminem, a qui va acusar d'haver plagiat Pulsion amb el seu títol Kill You. Un acord amistós va posar fi a aquesta disputa l'any 2006.

## Mort
Jacques Loussier va morir el 5 de març de 2019 a Blois i va ser enterrat a Cour-sur-Loire.

## Condecoració
- Comandant de l'Orde de les Arts i les Lletres

## Obres
- 1959 : Play Bach No. 1 (Decca SS 40 500)
- 1960 : Play Bach No. 2 (Decca SSL 40 502)
- 1961 : Play Bach No. 3 (Decca SSL 40 507)
- 1962 : Jacques Loussier Joue Kurt Weill (RCA 430-071)
- 1963 : Play Bach No. 4 (Decca SSL 40.516)
- 1964 : Play Bach No. 5 (Decca SSL 40.205 S)
- 1965 : Play Bach aux Champs-Élysées (coffret Decca, dos àlbums, SSL40.148)
- 1972 : Dark of the Sun (MGM SE-4544ST)
- 1973 : Jacques Loussier Trio "6 Master Pieces" (Philips 6321-100)
- 1974 : The Jacques Loussier Trio In Concert at the Royal Festival Hall (Philips 6370 550 D)
- 1974 : Jacques Loussier et le Royal Philharmonic Orchestra (Decca PFS 4176)
- 1979 : Pulsion (CBS 84078)
- 1979 : Pulsion sous la mer (Decca 844 060-2)
- 1980 : "Jacques Loussier per Frédéric Chopin / Frédéric Chopin per Jacques Loussier" (CBS 84537)
- 1982 : Pagan Moon (CBS CB271)
- 1986 : Bach to the Future (Start CD SCD2)
- 1986 : Lumières "Messe Baroque du Plantilla:S-" (Note Productions CD DECCA NL 425 217-2)
- 1987 : Jacques Loussier Live in Japan (King Records Japan CD original Live K32Y 6172)
- 1987 : Bach to Bach (Start CD Original Live in Japan SMCD 19)
- 1988 : Brandenburg Concertos (Limelight-Japan CD 844 058-2, Decca Record Company)
- 1988 : The Greatest Bach Partita No.1 in B Flat Major BWV 825 – Orchestral Suite No. 2 in B Minor BWV 1067 (Limelight CD 844 059-2, Decca Record Company)
- 1993 : Play Bach 93 Volume 1 (Note Productions CD 437000-2)
- 1993 : Play Bach 93 Volume 2 (Note Productions CD 437000-3)
- 1994 : Play Bach Aujourd'hui Les Thèmes en Ré (Note Productions CD 437000-4)
- 1997 : Jacques Loussier Plays Vivaldi (Telarc CD 83417)
- 1998 : Satie (Telarc CD 83431)
- 1999 : Ravel's Bolero (Telarc CD 83466)
- 2000 : Bach Book 40th Anniversary (Telarc CD 83474), compilation Play Bach 93
- 2000 : Bach's Goldberg Variations (Telarc CD 83479)
- 2000 : Plays Debussy (Telarc CD 83511)
- 2001 : Baroque Favorites. Jazz Improvisations: Works by Handel, Marais, Domenico Scarlatti, Alessandro Marcello, Albinoni (Telarc CD 83516)
- 2002 : Handel: Water Music & Royal Fireworks (Telarc CD 83544)
- 2003 : Beethoven: Allegretto from Symphony No. 7: Theme and Variations (Telarc CD-83580)
- 2004 : Impressions of Chopin's Nocturnes (Telarc CD-83602)
- 2005 : Mozart Piano Concertos 20/23 (Telarc CD-83628)
- 2006 : Bach: The Brandenburgs (Telarc CD-83644)
- 2014 : Concertos pour violon n° 1 i n° 2 (Naxos CD 8.573200, amb la sonata d'Ignacy Paderewski en el mateix àlbum.)

Compilacions

- 1985 : The Best of Play Bach (Start STL6)
- 1995 : Jacques Loussier Plays Bach (Telarc), compilació Play Bach 93 i Les Thèmes en Ré (Note Produccions)
- 2014 : My personal favorites (Telarc)

Música de pel·lícula

- 1965 : Le Ciel sur la tête d'Yves Ciampi
- 1968 : Le Dernier Train du Katanga de Jack Cardiff
- 1968 : Tu seras terriblement gentille de Dirk Sanders
- 1969 : Une veuve en or de Michel Audiard
- 1971 : Pouce de Pierre Badel
- 1999 : The Deep d'Olivier Klein
- 2009 : Inglourious Basterds (Main Theme from Dark of the Sun)

Música de sèries televisives

- 1963 : crèdits de la sèrie de televisió Thierry la Fronde
- 1964 : crèdits de la sèrie de televisió Rocambole
- 1965 : crèdits de la sèrie de televisió Les Jeunes Années
- 1965 : crèdits de la sèrie de televisió Foncouverte
- 1966 : crèdits de la sèrie de televisió Rouletabille
- 1967 : crèdits de la sèrie de televisió Lagardère
- 1967 : crèdits de la sèrie de televisió Vidocq
- 1971 : crèdits de la sèrie de televisió Les Nouvelles Aventures de Vidocq
- 1972 : genèric del tercer color de cadena de l'ORTF
- 1976 : crèdits de la pel·lícula de televisió en dues parts Le Jeune Homme et le Lion
- 1977 : crèdits de la sèrie de televisió D'Artagnan amoureux
- 1983 : crèdits de la sèrie de televisió Les Poneys sauvages